# Eolagena
Eolagena es un género de foraminífero bentónico de la familia Nodosinellidae, de la superfamilia Nodosinelloidea, del suborden Fusulinina y del orden Fusulinida. Su especie tipo es Eolagena minuta. Su rango cronoestratigráfico abarca el Ludloviense (Silúrico superior).

## Clasificación
Eolagena incluye a la siguiente especie:
- Eolagena minuta †